# Identicon

An arbitrary Identicon

Um Identicon é uma representação visual de um valor hash, geralmente de números IP,  servindo para identificar um usuário sistema; semelhante a avatares.
O Identicon original consiste de uma gráfico de 9 blocos, que então foi estendido a outros gráficos por outras criações, algumas usando MD5 em vez do endereço de IP.
Criado por Don Park, um Identicon é modo fácil de visualmente distinguir múltiplas unidades de informação, não apenas endereços IP mas também pessoas, lugares e coisas. É também uma forma de proteção de privacidade, já que exibe um gráfico gerado a partir do endereço IP, em vez de mostrá-lo diretamente em sites e outros meios. A representação visual também parece facilitar a comparação enquanto preserva a identidade do usuário. O gráfico Identicon é "relativamente" único desde que baseado em endereços IP.

## Similares
Outras aplicações similares foram criada como Vash um gerador visual de hash com licença dupla com a empresa Affero e de licenças proprietárias.